# Chesiadodes coniferaria
Chesiadodes coniferaria är en fjärilsart som beskrevs av Grossbeck 1912. Chesiadodes coniferaria ingår i släktet Chesiadodes och familjen mätare. Inga underarter finns listade i Catalogue of Life.